# Epsilon Hydri
Epsilon Hydri (44 Hydri) é uma estrela na direção da constelação de Hydrus. Possui uma ascensão reta de 02h 39m 35.22s e uma declinação de −68° 16′ 01.0″. Sua magnitude aparente é igual a 4.12. Considerando sua distância de 153 anos-luz em relação à Terra, sua magnitude absoluta é igual a 0.76. Pertence à classe espectral B9III.